# Cobourg
Cobourg är en ort i Kanada.   Den ligger i provinsen Ontario, i den sydöstra delen av landet, 250 km sydväst om huvudstaden Ottawa. Cobourg ligger 82 meter över havet och antalet invånare är 18 099.
Terrängen runt Cobourg är huvudsakligen platt, men åt nordost är den kuperad. Cobourg är det största samhället i trakten. 
Omgivningarna runt Cobourg är en mosaik av jordbruksmark och naturlig växtlighet.